# Aphelandra terryae
Aphelandra terryae är en akantusväxtart som beskrevs av Standley. Aphelandra terryae ingår i släktet Aphelandra och familjen akantusväxter. Inga underarter finns listade i Catalogue of Life.